# Bethnal Green and Bow
Circonscription parlementaire de la Chambre des communes
La circonscription de Bethnal Green et Bow  est une ancienne circonscription électorale anglaise située dans le Grand Londres, et représentée à la Chambre des communes du Parlement britannique.

## Géographie
La circonscription comprend :
- le nord-est du Borough londonien de Tower Hamlets ;
- le quartier de Bethnal Green.

## Députés
Les Members of Parliament (MPs) de la circonscription sont :
1974-1983
| Législature                                            | Années    | Député | Député      | Parti                    |
| ------------------------------------------------------ | --------- | ------ | ----------- | ------------------------ |
| Bethnal Green and Bow issue de Bethnal Green           |           |        |             |                          |
| 46e                                                    | 1974–1974 |        | Ian Mikardo | Travailliste Co-opératif |
| 47e                                                    | 1974–1979 |        | Ian Mikardo | Travailliste Co-opératif |
| 48e                                                    | 1979–1983 |        | Ian Mikardo | Travailliste Co-opératif |
| Recréée de Bethnal Green and Stepney et Bow and Poplar |           |        |             |                          |

1997-2024
| Législature                          | Années    | Député | Député          | Parti        |
| ------------------------------------ | --------- | ------ | --------------- | ------------ |
| Recréée de Bethnal Green and Stepney |           |        |                 |              |
| 52e                                  | 1997–2001 |        | Oona King       | Travailliste |
| 53e                                  | 2001–2005 |        | Oona King       | Travailliste |
| 54e                                  | 2005–2010 |        | George Galloway | Respect      |
| 55e                                  | 2010–2015 |        | Rushanara Ali   | Travailliste |
| 56e                                  | 2015–2017 |        | Rushanara Ali   | Travailliste |
| 57e                                  | 2017–2019 |        | Rushanara Ali   | Travailliste |
| 58e                                  | 2019–2024 |        | Rushanara Ali   | Travailliste |

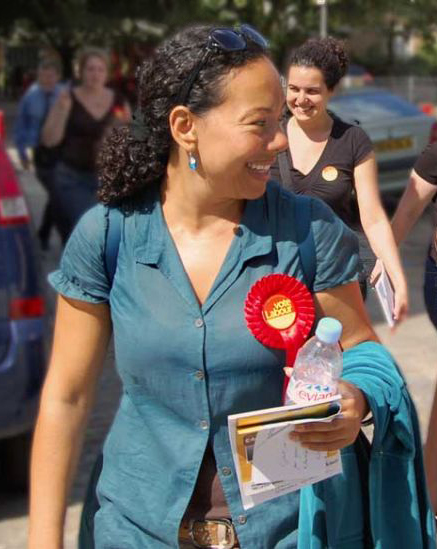
Oona King (1997-2005)
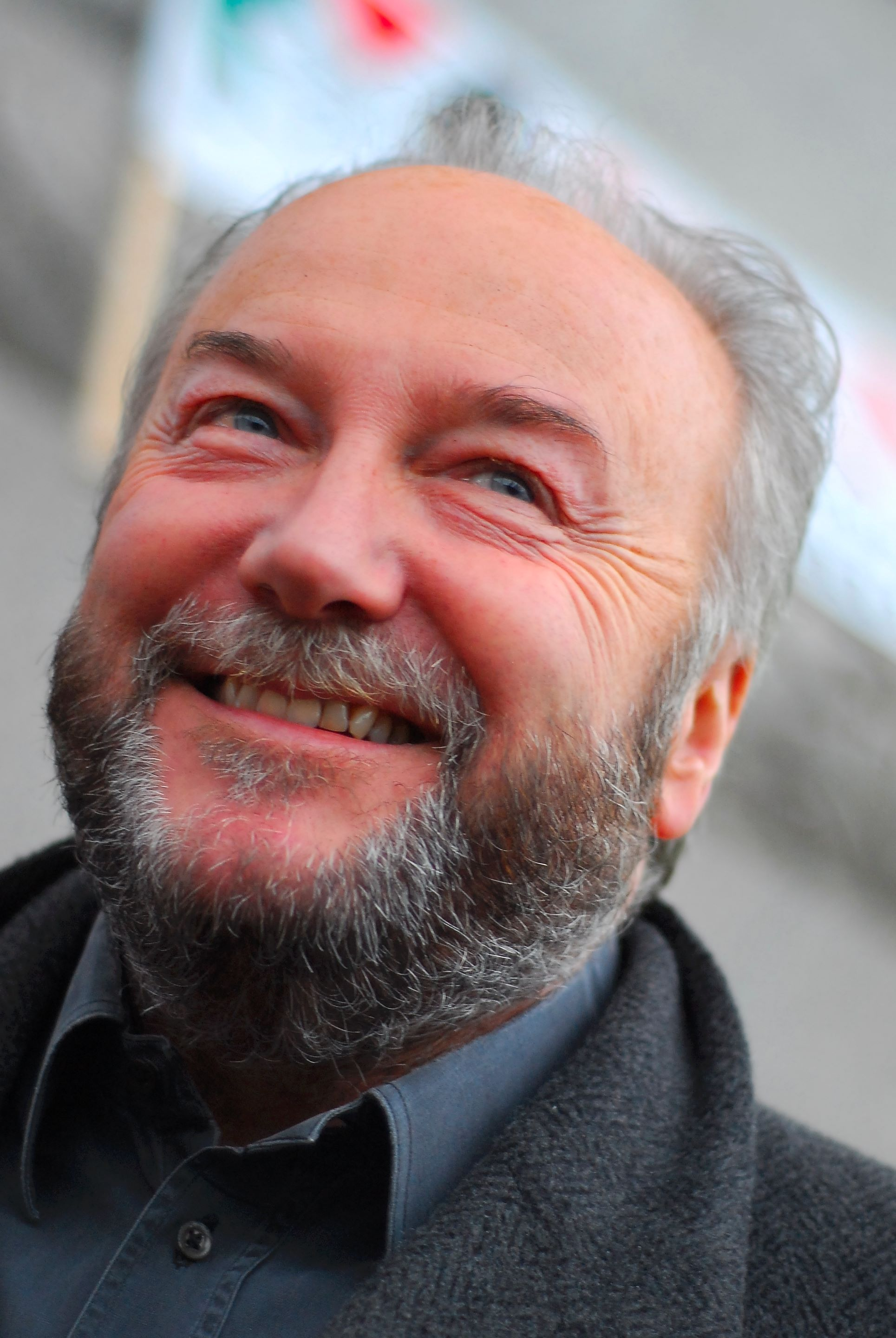
George Galloway (2005-2010)
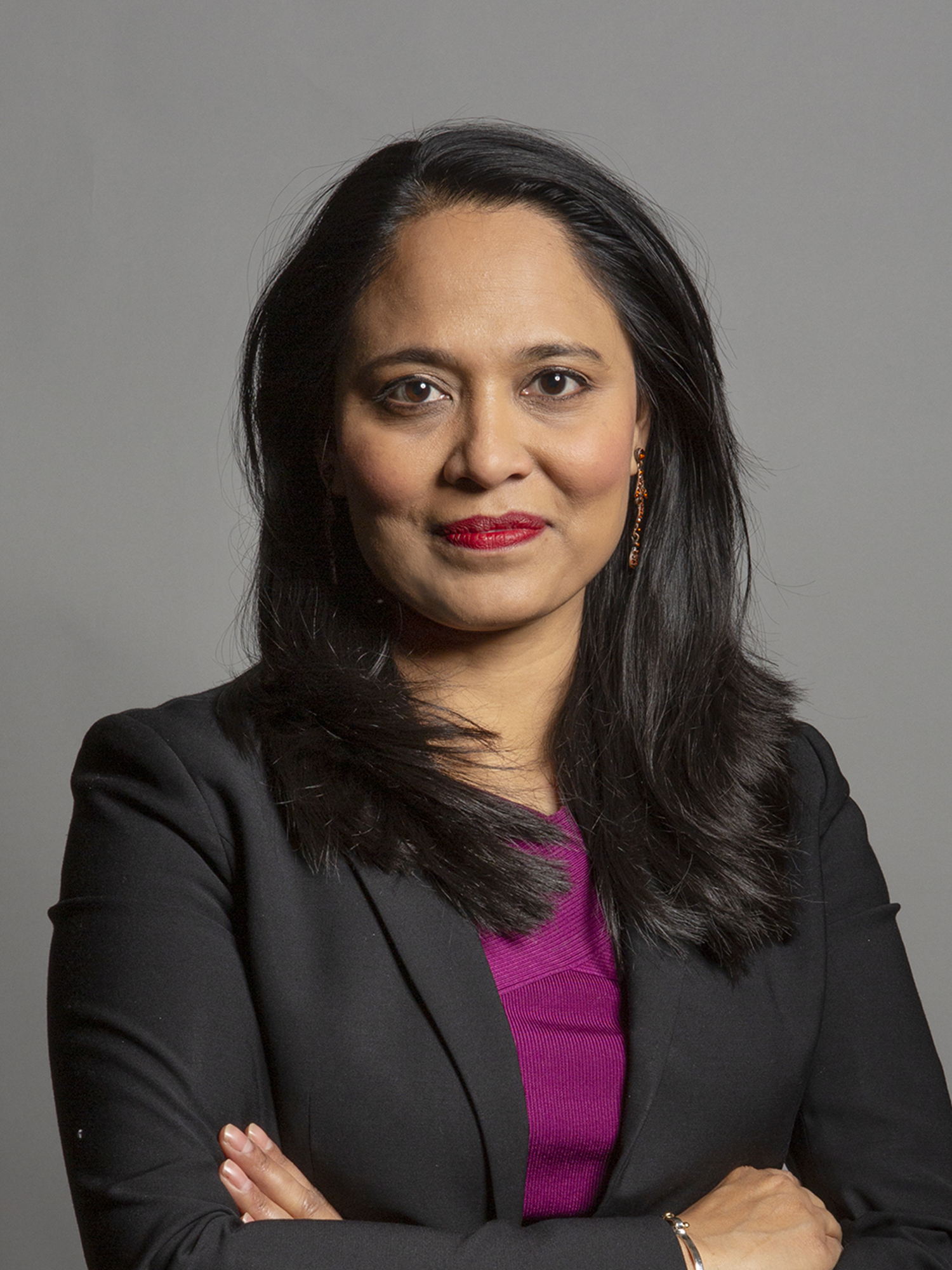
Rushanara Ali (2010-2024)